# Strychnos schultesiana
Strychnos schultesiana är en tvåhjärtbladig växtart som beskrevs av Krukoff. Strychnos schultesiana ingår i släktet Strychnos och familjen Loganiaceae. Inga underarter finns listade i Catalogue of Life.